# Utsunomiya
Utsunomiya (宇都宮市 Utsunomiya-shi?) es una ciudad situada en la prefectura de Tochigi, en Japón. Tiene una población estimada, a inicios de septiembre de 2024, de 512 062 habitantes.
Es la capital de la prefectura. Su superficie total es de 416.85 km².
La ciudad es sede de una planta de la empresa Canon y del Parque Industrial de Kiyohara.
Es conocida por la producción de una especie de empanadillas muy utilizadas en la cocina japonesa que se conocen con el nombre de gyoza.
En esta ciudad se disputa la Japan Cup, una de las pruebas ciclistas más importantes de Asia. En 1990 se realizó en la localidad el Campeonato Mundial de Ciclismo en Ruta.

## Clima
| Parámetros climáticos promedio de Utsunomiya (1981–2010) | Parámetros climáticos promedio de Utsunomiya (1981–2010) | Parámetros climáticos promedio de Utsunomiya (1981–2010) | Parámetros climáticos promedio de Utsunomiya (1981–2010) | Parámetros climáticos promedio de Utsunomiya (1981–2010) | Parámetros climáticos promedio de Utsunomiya (1981–2010) | Parámetros climáticos promedio de Utsunomiya (1981–2010) | Parámetros climáticos promedio de Utsunomiya (1981–2010) | Parámetros climáticos promedio de Utsunomiya (1981–2010) | Parámetros climáticos promedio de Utsunomiya (1981–2010) | Parámetros climáticos promedio de Utsunomiya (1981–2010) | Parámetros climáticos promedio de Utsunomiya (1981–2010) | Parámetros climáticos promedio de Utsunomiya (1981–2010) | Parámetros climáticos promedio de Utsunomiya (1981–2010) |
| Mes                                                      | Ene.                                                     | Feb.                                                     | Mar.                                                     | Abr.                                                     | May.                                                     | Jun.                                                     | Jul.                                                     | Ago.                                                     | Sep.                                                     | Oct.                                                     | Nov.                                                     | Dic.                                                     | Anual                                                    |
| -------------------------------------------------------- | -------------------------------------------------------- | -------------------------------------------------------- | -------------------------------------------------------- | -------------------------------------------------------- | -------------------------------------------------------- | -------------------------------------------------------- | -------------------------------------------------------- | -------------------------------------------------------- | -------------------------------------------------------- | -------------------------------------------------------- | -------------------------------------------------------- | -------------------------------------------------------- | -------------------------------------------------------- |
| Temp. máx. abs. (°C)                                     | 21.0                                                     | 24.6                                                     | 25.9                                                     | 30.4                                                     | 33.2                                                     | 37.5                                                     | 38.7                                                     | 37.5                                                     | 36.5                                                     | 32.5                                                     | 25.1                                                     | 24.7                                                     | 38.7                                                     |
| Temp. máx. media (°C)                                    | 8.3                                                      | 9.1                                                      | 12.6                                                     | 18.5                                                     | 22.5                                                     | 25.2                                                     | 28.7                                                     | 30.5                                                     | 26.4                                                     | 20.9                                                     | 15.5                                                     | 10.7                                                     | 19.1                                                     |
| Temp. mín. media (°C)                                    | -2.7                                                     | -1.9                                                     | 1.5                                                      | 7.0                                                      | 12.5                                                     | 16.9                                                     | 20.8                                                     | 22.2                                                     | 18.4                                                     | 11.8                                                     | 5.0                                                      | -0.7                                                     | 9.3                                                      |
| Temp. mín. abs. (°C)                                     | -14.8                                                    | -13.3                                                    | -12.4                                                    | -6.4                                                     | -0.8                                                     | 4.7                                                      | 10.3                                                     | 11.4                                                     | 5.5                                                      | -2.7                                                     | -6.7                                                     | -10.9                                                    | -14.8                                                    |
| Precipitación total (mm)                                 | 33.9                                                     | 42.9                                                     | 88.4                                                     | 120.5                                                    | 146.6                                                    | 174.7                                                    | 205.8                                                    | 209.8                                                    | 220.4                                                    | 146.5                                                    | 68.1                                                     | 35.5                                                     | 1493.1                                                   |
| Nevadas (cm)                                             | 10                                                       | 10                                                       | 5                                                        | 0                                                        | 0                                                        | 0                                                        | 0                                                        | 0                                                        | 0                                                        | 0                                                        | 0                                                        | 3                                                        | 28                                                       |
| Días de precipitaciones (≥ 0.5 mm)                       | 4.4                                                      | 5.9                                                      | 9.9                                                      | 11.1                                                     | 12.5                                                     | 14.8                                                     | 16.2                                                     | 12.7                                                     | 14.2                                                     | 11.1                                                     | 7.1                                                      | 4.0                                                      | 123.9                                                    |
| Días de nevadas (≥ 1 mm)                                 | 3.6                                                      | 3.8                                                      | 1.9                                                      | 0.2                                                      | 0.0                                                      | 0.0                                                      | 0.0                                                      | 0.0                                                      | 0.0                                                      | 0.0                                                      | 0.0                                                      | 1.1                                                      | 10.6                                                     |
| Horas de sol                                             | 204.8                                                    | 186.2                                                    | 187.9                                                    | 179.5                                                    | 166.9                                                    | 112.1                                                    | 114.1                                                    | 138.9                                                    | 112.2                                                    | 145.0                                                    | 164.5                                                    | 199.1                                                    | 1911.2                                                   |
| Humedad relativa (%)                                     | 62                                                       | 60                                                       | 61                                                       | 64                                                       | 70                                                       | 77                                                       | 80                                                       | 78                                                       | 79                                                       | 74                                                       | 71                                                       | 66                                                       | 70.2                                                     |
| Fuente n.º 1: Japan Meteorological Agency                |                                                          |                                                          |                                                          |                                                          |                                                          |                                                          |                                                          |                                                          |                                                          |                                                          |                                                          |                                                          |                                                          |
| Fuente n.º 2: Japan Meteorological Agency (records)      |                                                          |                                                          |                                                          |                                                          |                                                          |                                                          |                                                          |                                                          |                                                          |                                                          |                                                          |                                                          |                                                          |